# Irrigon
Irrigon är en ort i Morrow County i Oregon. Ortnamnet är ett teleskopord som är bildat av irrigation och Oregon. Vid 2010 års folkräkning hade Irrigon 1 826 invånare.